# Еволюція китоподібних

Сучасні види ряду Китоподібні.

Китоподібні (кити, дельфіни, морські свині) походять від сухопутних предків, про що свідчать багато з їхніх ознак:
- дихання атмосферним повітрям за допомогою легенів,
- кістки плавників китоподібних нагадують кістки кінцівок наземних ссавців,
- рух хвоста і вигинання хребта у вертикальній площині більш характерно для ссавця, що біжить, ніж для риби, що пливе, в якої хребет згинається зазвичай в горизонтальній площині.

Питання про те, як наземні ссавці еволюціонували в морських, довгий час залишався загадкою через відсутність викопних решток перехідних видів. Однак завдяки відкриттю пакіцетуса (Pakicetus inachus, Gingerich et Russell, 1981) стало можливим прояснити низку питань і побачити стадії переходу від наземних тварин до морських.

## Предки китоподібних

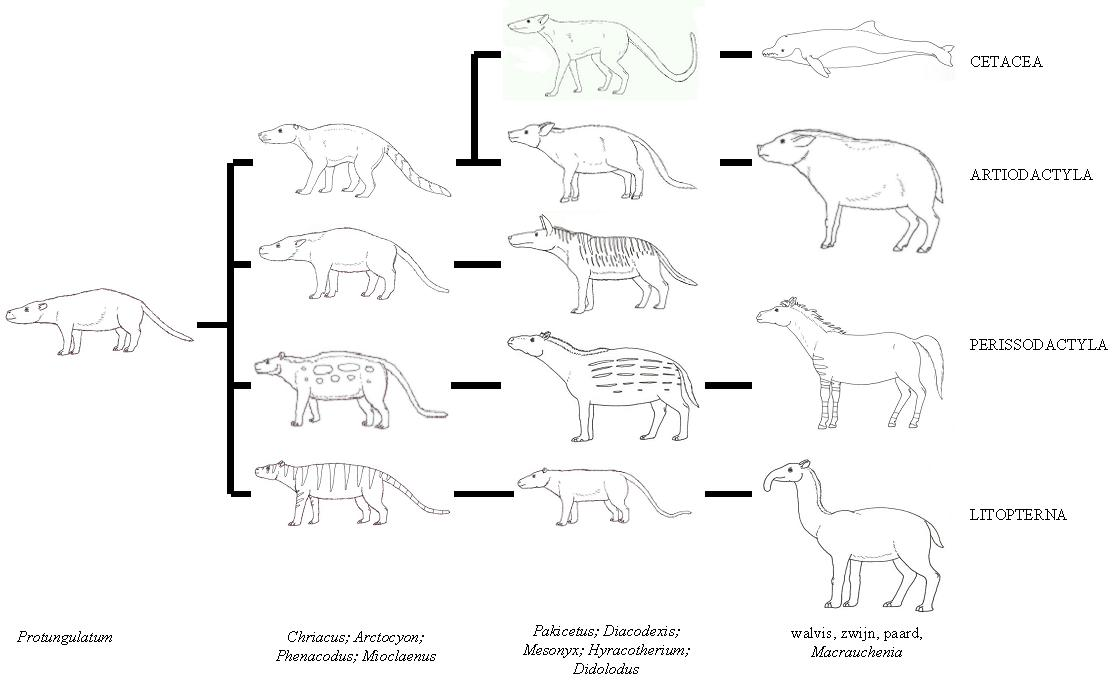
Філогенетичне дерево

Традиційні погляди на еволюцію китоподібних полягали в тому, що їх найближчими родичами і, ймовірно, предками були мезоніхії — вимерлий ряд хижих копитних, які нагадували вовків з копитцями замість кігтів і були сестринської групою парнокопитних. Ці тварини мали зуби незвичайної конічної форми, схожі на зуби китоподібних. Зокрема через це вчені довгий час вважали, що китоподібні походять від якоїсь предкової мезоніхії. Однак нові молекулярно-генетичні дані свідчать про те, що китоподібні — близькі родичі парнокопитних, зокрема, гіпопотамів. На основі цих даних пропонується навіть включати китоподібних до складу ряду парнокопитних і пропонується назва Cetartiodactyla для монофілетичного таксона, що включає дві ці групи. Однак найбільший вік відомих викопних решток антракотеріев, предків бегемотів, на кілька мільйонів років менше, ніж вік пакіцетуса, найдревнішого з відомих предків китів.
Недавнє відкриття роду пакіцетусів, найдавнішого з відомих «прото-китоподібних», підтверджує молекулярні дані. Будова хребта пакіцетуса показує, що кити не є прямими нащадками мезоніхій. Навпаки, предки китів відділилися від парнокопитних і перейшли до водного способу життя вже після того, як самі парнокопитні відділилися від спільних з мезоніхіями предків. Таким чином, прото-китоподібні були ранніми формами парнокопитних, які зберегли деякі характерні для мезоніхій ознаки (конічну форму зубів), втрачені сучасними парнокопитними. Цікаво, що найбільш ранні предки всіх копитних ссавців були, ймовірно, частково м'ясоїдними або «сміттярами».

## Найбільш ранні тварини зродиникитових: пакіцетус чи індогіус?

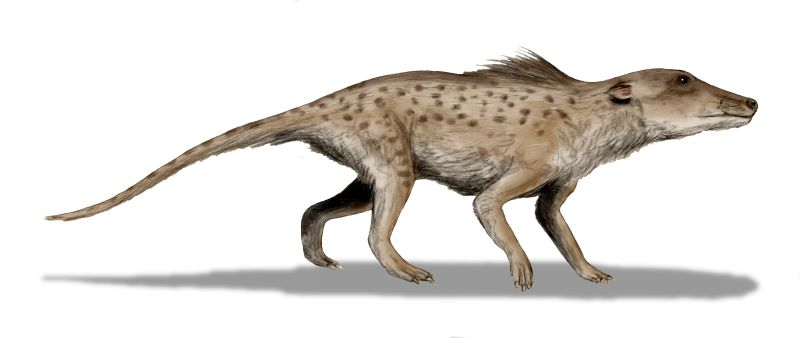
Реконструкція пакіцетуса

Пакіцетуси були копитними тваринами, іноді їх класифікують як ранніх китів. Вони жили на території сучасного Пакистану (звідки і назва — «кит з Пакистану») в ранньому еоцені, близько 53 млн років тому. Це була тварина, яка зовні нагадувала собаку, проте з копитами на пальцях і з довгим тонким хвостом. З китами пакіцетуса ріднить будова вуха: слухова булла пакіцетуса, як і у кита, утворилася виключно з барабанної кістки. Форма вушної області пакіцетуса вельми незвичайна і знаходить аналоги тільки в китоподібних. Спочатку передбачалося, що вухо пакіцетуса було пристосоване для життя під водою, проте, як засвідчили подальші дослідження, вуха пакіцетуса підходять тільки для повітряного середовища, і якщо пакіцетус дійсно предок китів, то можливість чути під водою була пізнішої адаптацією вже наявного слухового апарату. Як стверджує Тевісен, зуби пакіцетуса також нагадують зуби викопних китів.

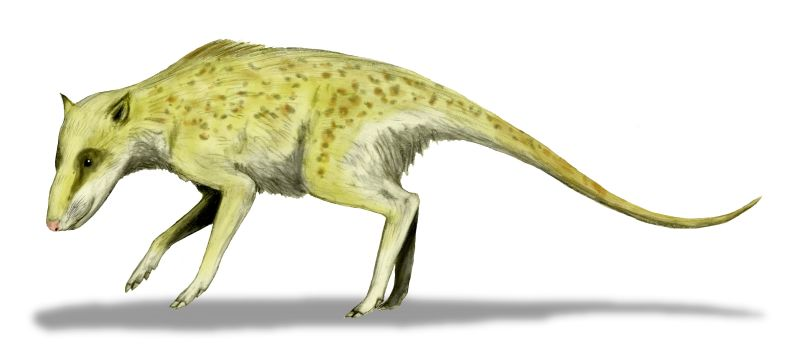
Реконструкція індогіуса

Тевісеном було також виявлено, що схожий пристрій вуха наявний в скам'янілостях невеликої, схожої на оленя тварини індогіуса. Індогіус жив близько 48 млн років тому в Кашмірі.
Це невелика, розміром з домашню кішку, травоїдна тварина, з деякими рисами, що зближують її з китами і свідчать про адаптацію до водного середовища. Серед цих рис — товста і важка кісткова оболонка, що нагадує кісткову оболонку деяких сучасних напівводних тварин, таких як гіпопотам, що допомагає зменшенню плавучості і як наслідок, дозволяє залишатися під водою. Це дозволяє припустити, що індогіус, подібно до сучасного водяного оленька, пірнав під воду, щоб сховатися від хижака.

## Амбулоцетиди і ремінгтоноцетиди

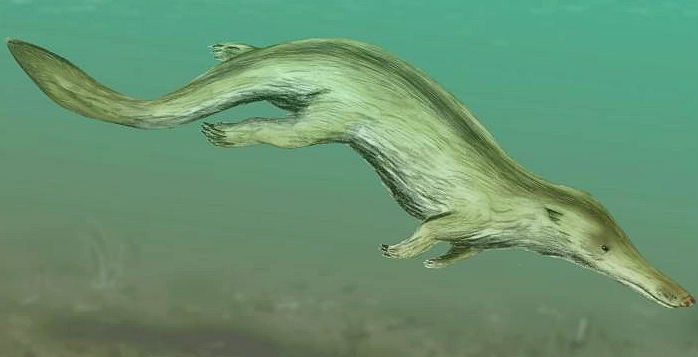
Реконструкція ремінгтоноцетида кутчицетуса

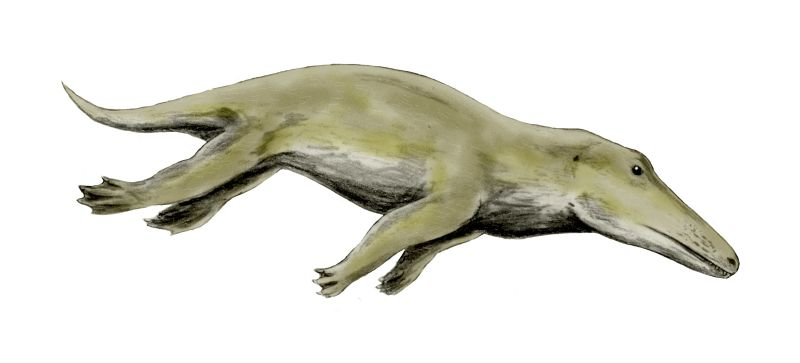
Реконструкція амбулоцета (Ambulocetus natans Thewissen, 1996)

Найбільш примітним з древніх китів є амбулоцет, відомий з еоцену Пакистану. Зовні цей ссавець був схожий на триметрового крокодила. Амбулоцет був напівводною твариною: його задні лапи краще пристосовані для плавання, ніж для ходіння суходолом. Ймовірно, він плавав, згинаючи тіло у вертикальній площині, як сучасні видри, тюлені та кити. Припускають, що амбулоцетиди полювали подібно до сучасних крокодилів, підстерігаючи в засідці риб і тварин, які прийшли на водопій.
Близькими родичами амбулоцета були ремінгтоноцетиди. Представники цієї родини були дрібніші за розміром, мали більш подовжену морду і були краще пристосовані до підводного життя. Передбачається, що способом життя вони нагадували сучасних видр, полюючи із засідки на риб.
У представників обох груп ніздрі розташовувалися на кінці морди, як у наземних ссавців.

## Протоцетиди

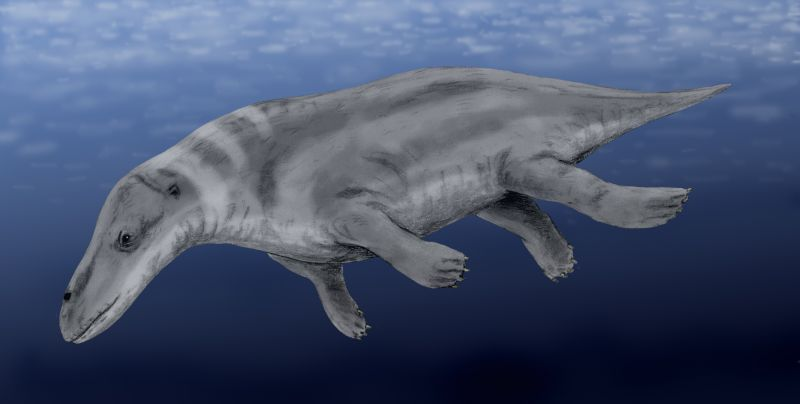
Реконструкція родоцетуса

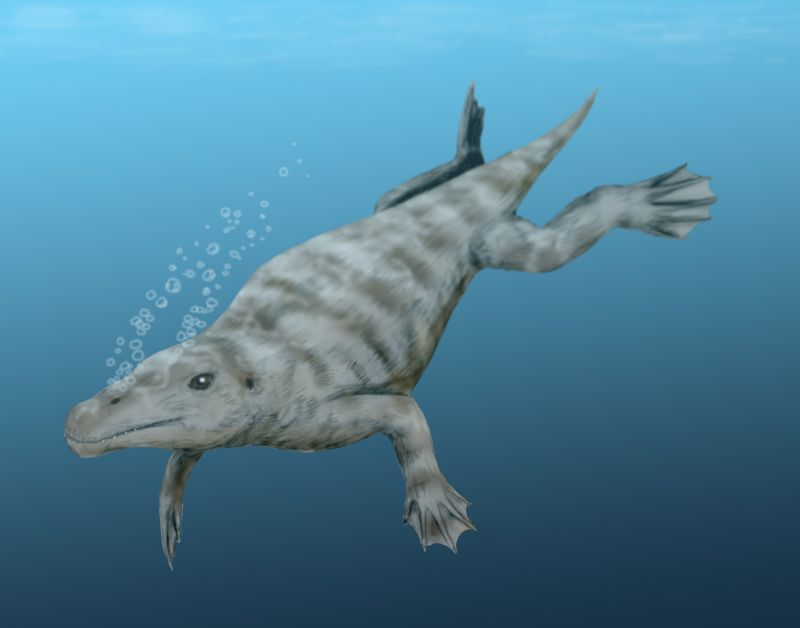
Реконструкція джорджиацетуса

Протоцетиди утворюють велику і різноманітну групу, відому за знахідками в Азії, Європі, Африці та Північній Америці. Ця родина має у своєму складі велику кількість родів, деякі з них досить добре вивчені (наприклад, родоцетус, відомий з третинних відкладень Белуджистану). Всі відомі протоцетиди мали добре розвинені передні і задні кінцівки, які могли підтримувати тіло на землі; ймовірно, вони вели амфібіотичний спосіб життя, мешкаючи як у водному середовищі, так і на суходолі. Поки не відомо, чи був у протоцетид хвостовий плавник, як у сучасних китоподібних, проте очевидно, що вони були непогано пристосовані до водного способу життя. Наприклад, крижі — частина хребта, до якої кріпиться таз — у родоцетуса складався з п'яти окремих хребців, у той час як хребці в крижах наземних ссавців злиті. Носові отвори зсунулися у протокетід вгору по рилу — це є першим кроком до розташованих на маківці ніздрів нинішніх китоподібних.
Версія про амфібійну природу протоцетид підкріплена знахідкою вагітної самки майацетуса з скам'янілим плодом, поверненим головою до вихідного отвору. Це змушує припустити, що пологи у майацетуса проходили на суходолі — в іншому випадку дитинча мав шанси захлинутися.
Про походження ранніх китів від копитних свідчать такі особливості, як, наприклад, наявність копит на кінцях пальців у родоцетуса і Peregocetus pacificus.

## Базилозавриди і дорудонтиди: повністю морські китоподібні

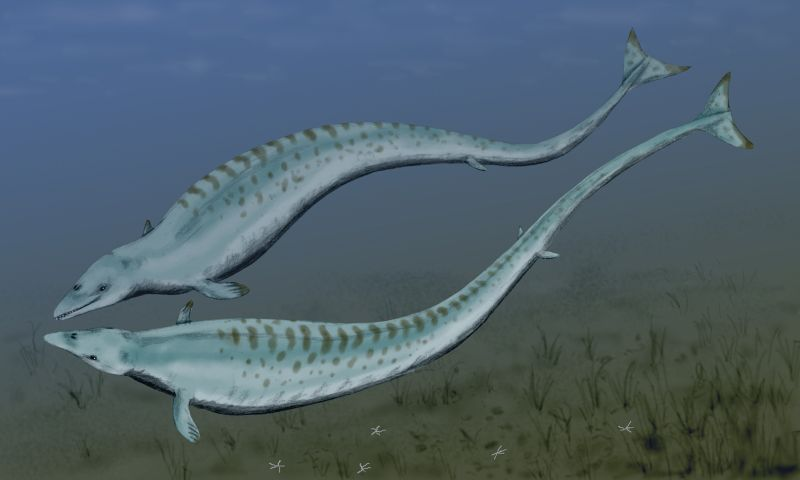
Реконструкція базилозавра

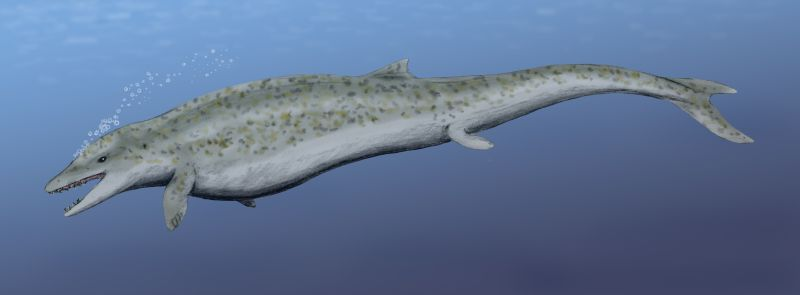
Реконструкція дорудона

Базилозавр (виявлений у 1840 р. і спочатку прийнятий за рептилію, що пояснює «рептильне» ім'я) і дорудон жили приблизно 38 мільйонів років тому і були повністю морськими тваринами. Базилозавр був такий же великий, як великі сучасні кити, досягаючи часом 18 метрів в довжину. Дорудонтиди були дещо менше, до 5 метрів. При всій схожості з сучасними китами, у базилозаврид і дорудонтид відсутній лобно-жирової виступ, так звана «диня», що дозволяє нині існуючим китоподібним ефективно використовувати ехолокацію. Мозок базилозаврид був порівняно невеликого розміру, з чого можна припустити, що вони вели одиночний спосіб життя і не мали такої складної соціальної структури, як у деяких сучасних китоподібних. У зв'язку з переходом до повністю водного способу життя у базилозаврид спостерігається деградація задніх кінцівок — вони, хоч і добре сформовані, але невеликі і вже не можуть використовуватися для пересування. Втім, можливо, вони грали допоміжну роль при паруванні. Тазові кістки базилозаврид вже не пов'язані з хребтом, як це було у протоцетид.

## Поява ехолокації

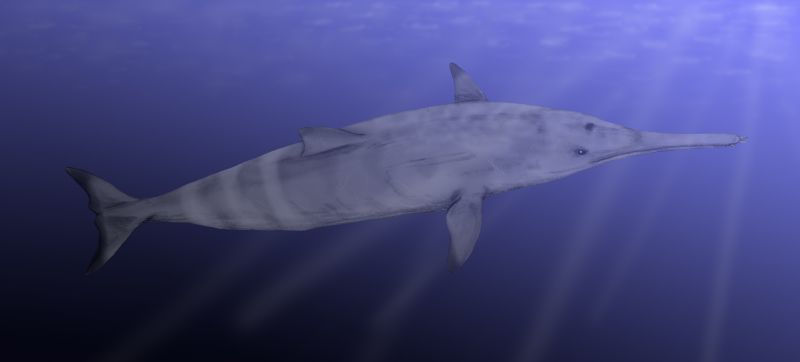
Реконструкція Squalodon

Зубаті кити (Odontoceti) здійснюють ехолокацію, створюючи серію клацань на різних частотах. Звукові імпульси випромінюються через лобові дині, відбиваються від об'єкта і реєструються за допомогою нижньої щелепи. Вивчення черепів Squalodon дозволяє припустити первинне виникнення ехолокації саме у цього виду. Squalodon жив з початку середнього олігоцену до середини міоцену, приблизно 33—14 млн років тому, і мав ряд ознак, подібних ознакам сучасних зубатих китів. Наприклад, сильно сплюснутий череп і винесені щелепні дуги найхарактерніші для сучасних зубатих китів. Попри це, можливість походження сучасних дельфінів від Squalodon вважається малоймовірною.